# Mozart: 39. szimfónia
A 39., Esz-dúr szimfónia, K. 543, Wolfgang Amadeus Mozart három utolsó szimfóniáinak egyike. Az Esz-dúr szimfónia komponálásának (befejezésének) időpontja 1788. június 26-ára tehető.

## Keletkezéstörténet
A csúcsként számontartott nagy g-moll (K. 550), illetve C-dúr „Jupiter” (K. 551) szimfóniákkal egy időben keletkezett, 1788 nyarán, tehát túlzás nélkül kijelenthetjük, hogy Mozart legnagyobb szimfóniái közé tartozik, de az említett másik két szimfónia az utókor során mégis népszerűbbé vált.
E művek keletkezésének indítékáról keveset tudni. Fennmaradt egy levél, amelyet Mozart szabadkőműves páholytársának, Puchbergnek írt, akitől a zeneszerző már akkoriban is egyre nyomasztóbb anyagi gondjai enyhítését remélte. „Annak, aki kölcsönöz nekem, úgy hiszem, elég bizonyíték jellemem és fizetésem' […] tíz napja, mióta itt laktam, többet dolgoztam, mint a másik lakásban két hónap alatt”. Az egyre halmozódó kölcsönök visszafizetésének zálogaként itt említi a készülő Esz-dúr szimfóniát is.
A mű derűs, sőt életörömöt sugárzó hangulatára nem voltak hatással a komponálás idején már egyre súlyosbodó személyes gondok. Már maga az Esz-dúr hangnem az erő és férfias energia adekvát kifejezési formáját jelenti Mozartnál éppúgy, mint olasz példaképeinél.

## Tételek

### Adagio – Allegro
Az első tételt megelőző lassú bevezetés ünnepélyes, feszült, olykor töprengő és démoni zene, skálamenetei Ludwig van Beethovennél térnek majd vissza.
A rákövetkező Allegro hamar lendületre kapó, 3/4-es lüktetésű főtémája főúri táncra, talán éppen egy menüettre emlékeztet, énekszerű dallamossága a bevezetés kifejezetten instrumentális jellegű zenei anyagának ellentéte. A Johann Christian Bachtól annak idején elsajátított „éneklő allegro” szólal itt meg, a hangszercsoportok mesteri visszhangzásában. Az érett Mozartnál azonban a lassú bevezetés már nem merő hangulatkeltésre szolgáló, a szimfónia főtételétől idegen anyag többé: a skálamenetek a szonátatétel szerkezetében is jelentős szerepet játszanak. A feldolgozási szakasz viszonylag rövid, szigorúan tematikus; a kódában ismét halljuk a skálameneteket.

### Andante con moto
A lassú tétel Haydn és a bécsi szimfónia kismestereinek hagyományos lépkedő tételtípusát követi, de ezeknél bensőségesebb és gyengédebb. Pontozott ritmusai egyes elemzőket „humanista himnuszra” emlékeztetnek, amelyek nem kizárhatóan szabadkőműves kötődésű gondolatokra utalnak.
Kamarazenei hatások, áttört hangszerelés teszi még átszellemültebbé ezt a muzsikát. A tétel szenvedélyesen háborgó középrésze ugyancsak a kései Mozart-alkotásokra vall.
A szokásos oboák helyett ebben a művében klarinétokat ír elő Mozart.

### Menuetto – Allegretto
A Menüett részben az első tétel heroikus hangját, részben a bécsi szerenádzenék stílusát veszi át. A trió idillikus fúvószenéje Haydn hagyományait követi. A tétel sokkal kevésbé elvont, átszellemített. Érdekesek benne a klarinétarpeggiók a mély chalumeaux regoszterben.

### Finale – Allegro
Minden eddiginél szorosabban halad Haydn nyomdokain Mozart a zárótételben, amelyet egyetlen témára épít.
Hangszerelése ugyanazt a jól bevált hatást alkalmazza, mint annak idején a párizsi szimfóniánál: az első hegedűk vékony hangzása után frappáns erővel kirobbanó teljes zenekar ebben az esetben sem téveszti hatását.

## Hangszerelés
klarinétok, fagottok, kürtök, trombiták és timpani kettesével, ill. két hegedűszólam, brácsaszólam, ill. basszus (cselló + nagybőgő)

## Külső hivatkozások
- K543 Michael Haydn's P.17 and its Possible Influence of Mozart's Symphony in Eb – Dennis Pajot írása a Mozart Forumon
- K543 Symphony #39 In E flat – Gary Smith írása a Mozart Forumon